# Desmodromia tranterae
Desmodromia tranterae is een krabbensoort uit de familie van de Dromiidae. De wetenschappelijke naam van de soort is voor het eerst geldig gepubliceerd in 2001 door Colin L Mclay.